# متحف بني عباس
متحف بني عباس هو متحف فني طبيعي بمدينة بني عباس، ويضم تشكيلات نادرة من النباتات والحيوانات الصحراوية الخاصة بالمنطقة وكذلك قسم خاص بالمعادن والصخور وجيولوجيا المنطقة منها ما يعود إلى العصرالقديم والعصر الحجري الحديث والأدوات التي استعملها الإنسان آنذاك، يسير من قبل المركز الوطني للأبحاث في المناطق الجافة.
ينقسم المتحف إلى سبعة أقسام:
- عصر ما قبل التاريخ.
- بني عباس القديمة.
- التاريخ الطبيعي.
- علم الآثار.
- علم الحشرات.
- قسم النبات.
- قسم الحيوان.